# Soran

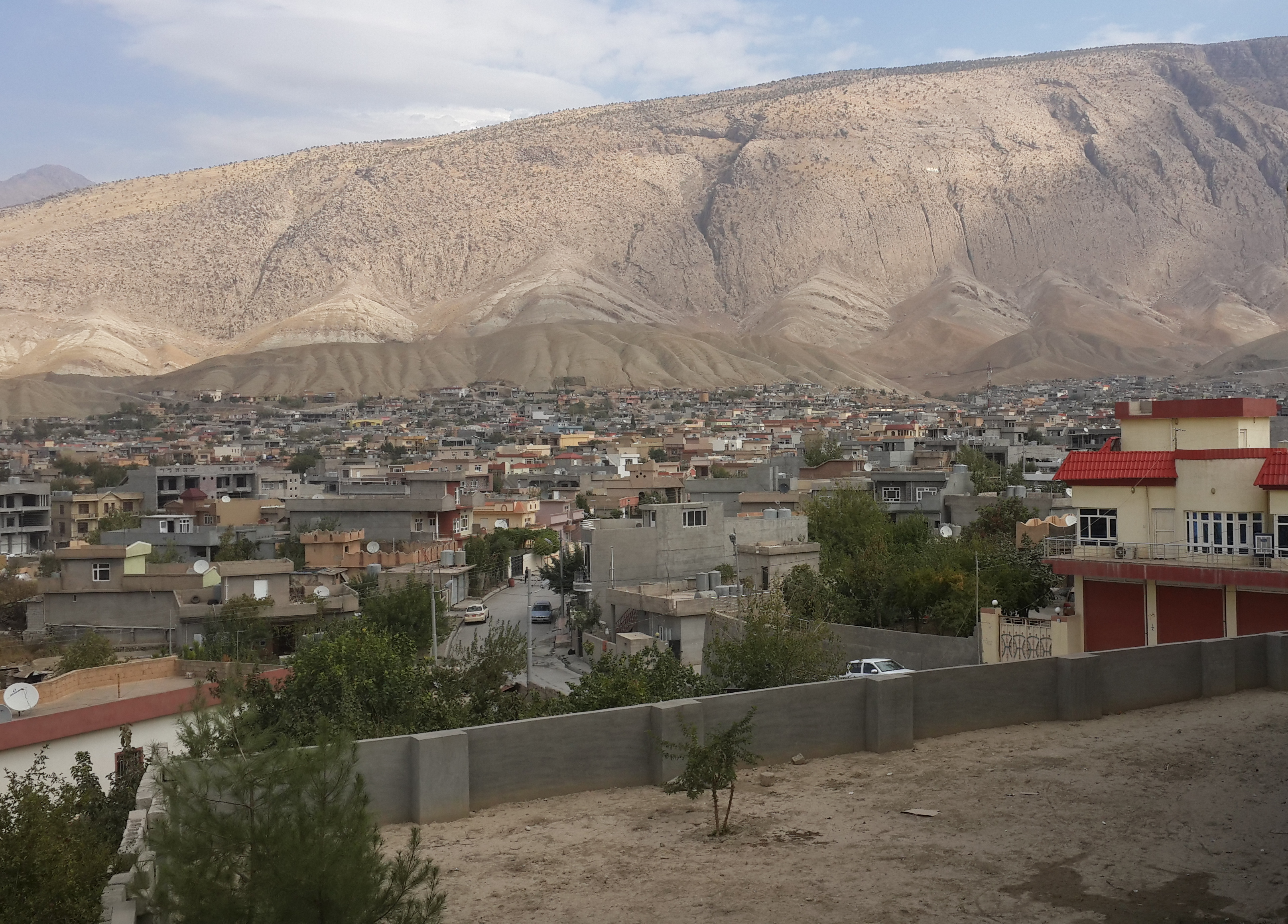
Soran.

Soran (kurdiska سۆران, syriska ܕܝܢܐ , arabiska سوران) är en stad i Irakiska Kurdistan i provinsen Arbil, cirka 120 kilometer nordost om staden Arbil. Soran är centralort i ett distrikt med samma namn.